# 12a etapa del Tour de França de 2016

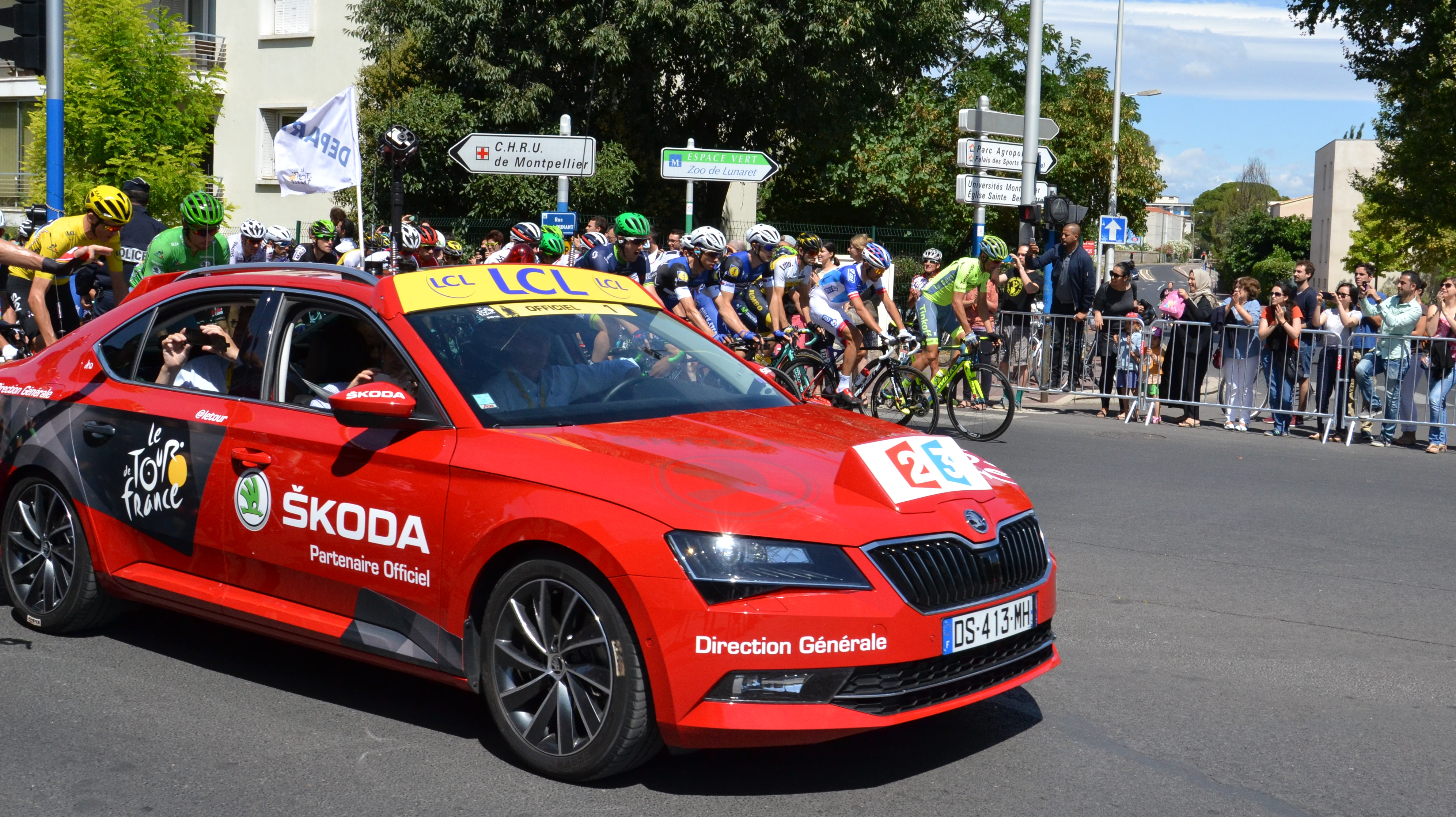
imatge de la 12a etapa del Tour de 2016 a Marsella.

La 12a etapa del Tour de França de 2016 es disputà el dijous 14 de juliol de 2016 sobre un recorregut inicialment previst de 184 km fins al cim del Ventor, però que per culpa del vent s'hagué d'escurçar en sis quilòmetres i finalitzar l'etapa al Chalet Reynard.

## Resultats

### Classificació de l'etapa
| \| Classificació de l'etapa \| Classificació de l'etapa \| Classificació de l'etapa \| Classificació de l'etapa \| Classificació de l'etapa \| \| Corredor \| Corredor \| Equip \| Temps \| \| \| ------------------------ \| ------------------------ \| -------------------------- \| ------------------------ \| ------------------------ \| \| 1r \| Thomas De Gendt \| Lotto-Soudal \| 4h 31' 51" \| \| \| 2n \| Serge Pauwels \| Dimension Data \| + 2" \| \| \| 3r \| Daniel Navarro García \| Cofidis, Solutions Crédits \| + 14" \| \| \| 4t \| Stef Clement \| IAM Cycling \| + 40" \| \| \| 5è \| Sylvain Chavanel \| Direct Énergie \| + 40" \| \| \| 6è \| Bert-Jan Lindeman \| LottoNL-Jumbo \| + 2' 52" \| \| \| 7è \| Daniel Teklehaimanot \| Dimension Data \| + 3' 13" \| \| \| 8è \| Sep Vanmarcke \| LottoNL-Jumbo \| + 3' 26" \| \| \| 9è \| Chris Anker Sørensen \| Fortuneo-Vital Concept \| + 4' 23" \| \| \| 10è \| Bauke Mollema \| Trek-Segafredo \| + 5' 05" \| \| |                       |                            |            |
| |                       |                            |            |
| Font: ProCyclingStats |                       |                            |            |
| Classificació de l'etapa |                       |                            |            |
| Corredor | Corredor              | Equip                      | Temps      |
| 1r | Thomas De Gendt       | Lotto-Soudal               | 4h 31' 51" |
| 2n | Serge Pauwels         | Dimension Data             | + 2"       |
| 3r | Daniel Navarro García | Cofidis, Solutions Crédits | + 14"      |
| 4t | Stef Clement          | IAM Cycling                | + 40"      |
| 5è | Sylvain Chavanel      | Direct Énergie             | + 40"      |
| 6è | Bert-Jan Lindeman     | LottoNL-Jumbo              | + 2' 52"   |
| 7è | Daniel Teklehaimanot  | Dimension Data             | + 3' 13"   |
| 8è | Sep Vanmarcke         | LottoNL-Jumbo              | + 3' 26"   |
| 9è | Chris Anker Sørensen  | Fortuneo-Vital Concept     | + 4' 23"   |
| 10è | Bauke Mollema         | Trek-Segafredo             | + 5' 05"   |

### Punts atribuïts
| Esprint intermedi Mollégès-Gare (km 102,5) |                            |                        |        |
| 1r                                         | Iljo Keisse (BEL)          | Etixx-Quick Step       | 20 pts |
| 2n                                         | Bert-Jan Lindeman (NED)    | Team LottoNL-Jumbo     | 17 pts |
| 3r                                         | André Greipel (GER)        | Lotto Soudal           | 15 pts |
| 4t                                         | Bryan Coquard (FRA)        | Direct Énergie         | 13 pts |
| 5è                                         | Thomas De Gendt (BEL)      | Lotto Soudal           | 11 pts |
| 6è                                         | Daniel Navarro (ESP)       | Cofidis                | 10 pts |
| 7è                                         | Daniel Teklehaimanot (ERI) | Dimension Data         | 9 pts  |
| 8è                                         | Serge Pauwels (BEL)        | Dimension Data         | 8 pts  |
| 9è                                         | Cyril Lemoine (FRA)        | Cofidis                | 7 pts  |
| 10è                                        | Sylvain Chavanel (FRA)     | Direct Énergie         | 6 pts  |
| 11è                                        | Chris Anker Sørensen (DEN) | Fortuneo-Vital Concept | 5 pts  |
| 12è                                        | Stef Clement (NED)         | IAM Cycling            | 4 pts  |
| 13è                                        | Sep Vanmarcke (BEL)        | Team LottoNL-Jumbo     | 3 pts  |
| 14è                                        | Cyril Gautier (FRA)        | AG2R La Mondiale       | 2 pts  |
| 15è                                        | Paul Voss (GER)            | Bora-Argon 18          | 1 pt   |

| Esprint final Chalet Reynard (km 178) |                            |                        |        |
| 1r                                    | Thomas De Gendt (BEL)      | Lotto Soudal           | 30 pts |
| 2n                                    | Serge Pauwels (BEL)        | Dimension Data         | 25 pts |
| 3r                                    | Daniel Navarro (ESP)       | Cofidis                | 22 pts |
| 4t                                    | Stef Clement (NED)         | IAM Cycling            | 19 pts |
| 5è                                    | Sylvain Chavanel (FRA)     | Direct Énergie         | 17 pts |
| 6è                                    | Bert-Jan Lindeman (NED)    | Team LottoNL-Jumbo     | 15 pts |
| 7è                                    | Daniel Teklehaimanot (ERI) | Dimension Data         | 13 pts |
| 8è                                    | Sep Vanmarcke (BEL)        | Team LottoNL-Jumbo     | 11 pts |
| 9è                                    | Chris Anker Sørensen (DEN) | Fortuneo-Vital Concept | 9 pts  |
| 10è                                   | Bauke Mollema (BEL)        | Trek-Segafredo         | 7 pts  |
| 11è                                   | Adam Yates (GBR)           | Orica-BikeExchange     | 6 pts  |
| 12è                                   | Fabio Aru (ITA)            | Astana Qazaqstan Team  | 5 pts  |
| 13è                                   | Louis Meintjes (RSA)       | Lampre-Merida          | 4 pts  |
| 14è                                   | Romain Bardet (FRA)        | AG2R La Mondiale       | 3 pts  |
| 15è                                   | Joaquim Rodríguez (CAT)    | Team Katusha           | 2 pts  |

### Colls i cotes
| Cota de Gòrda. 449m. km 131,5 4a categoria (3,3 km al 4,8%) |                       |              |      |
| 1r                                                          | Thomas De Gendt (BEL) | Lotto Soudal | 1 pt |

| Cota dels Trois Termes. 557m. km 135,5 4a categoria (2,5 km al 7,5%) |                       |              |       |
| 1r                                                                   | Thomas De Gendt (BEL) | Lotto Soudal | 2 pts |
| 2n                                                                   | Stef Clement (NED)    | IAM Cycling  | 1 pt  |

| Chalet Reynard. 1.435m. km 178 Categoria Especial (9,5 km al 9,3%) |                            |                        |        |
| 1r                                                                 | Thomas De Gendt (BEL)      | Lotto Soudal           | 50 pts |
| 2n                                                                 | Serge Pauwels (BEL)        | Dimension Data         | 40 pts |
| 3r                                                                 | Daniel Navarro (ESP)       | Cofidis                | 32 pts |
| 4t                                                                 | Stef Clement (BEL)         | IAM Cycling            | 28 pts |
| 5è                                                                 | Sylvain Chavanel (FRA)     | Direct Énergie         | 24 pts |
| 6è                                                                 | Bert-Jan Lindeman (NED)    | Team LottoNL-Jumbo     | 20 pts |
| 7è                                                                 | Daniel Teklehaimanot (ERI) | Dimension Data         | 16 pts |
| 8è                                                                 | Sep Vanmarcke (BEL)        | Team LottoNL-Jumbo     | 12 pts |
| 9è                                                                 | Chris Anker Sørensen (DEN) | Fortuneo-Vital Concept | 8 pts  |
| 10è                                                                | Bauke Mollema (BEL)        | Lotto Soudal           | 4 pts  |

## Classificacions a la fi de l'etapa

### Classificació general
| \| Classificació general \| Classificació general \| Classificació general \| Classificació general \| Classificació general \| \| Corredor \| Corredor \| Equip \| Temps \| \| \| --------------------- \| --------------------------- \| --------------------- \| --------------------- \| --------------------- \| \| 1r \| Christopher Froome \| Team Sky \| 57h 11' 33" \| \| \| 2n \| Adam Yates \| Orica-BikeExchange \| + 47" \| \| \| 3r \| Bauke Mollema \| Trek-Segafredo \| + 56" \| \| \| 4t \| Nairo Quintana Rojas \| Movistar Team \| + 1' 01" \| \| \| 5è \| Romain Bardet \| AG2R La Mondiale \| + 1' 15" \| \| \| 6è \| Alejandro Valverde Belmonte \| Movistar Team \| + 1' 39" \| \| \| 7è \| Tejay van Garderen \| BMC Racing Team \| + 1' 44" \| \| \| 8è \| Fabio Aru \| Astana \| + 1' 54" \| \| \| 9è \| Daniel Martin \| Etixx-Quick Step \| + 1' 56" \| \| \| 10è \| Joaquim Rodríguez i Oliver \| Katusha \| + 2' 11" \| \| |                             |                    |             |
| |                             |                    |             |
| Font: ProCyclingStats |                             |                    |             |
| Classificació general |                             |                    |             |
| Corredor | Corredor                    | Equip              | Temps       |
| 1r | Christopher Froome          | Team Sky           | 57h 11' 33" |
| 2n | Adam Yates                  | Orica-BikeExchange | + 47"       |
| 3r | Bauke Mollema               | Trek-Segafredo     | + 56"       |
| 4t | Nairo Quintana Rojas        | Movistar Team      | + 1' 01"    |
| 5è | Romain Bardet               | AG2R La Mondiale   | + 1' 15"    |
| 6è | Alejandro Valverde Belmonte | Movistar Team      | + 1' 39"    |
| 7è | Tejay van Garderen          | BMC Racing Team    | + 1' 44"    |
| 8è | Fabio Aru                   | Astana             | + 1' 54"    |
| 9è | Daniel Martin               | Etixx-Quick Step   | + 1' 56"    |
| 10è | Joaquim Rodríguez i Oliver  | Katusha            | + 2' 11"    |

### Classificació per punts
|   | Ciclista             | Equip          | Punts |
| - | -------------------- | -------------- | ----- |
| 1 | Peter Sagan (SVK)    | Team Tinkoff   | 309   |
| 2 | Mark Cavendish (GBR) | Dimension Data | 219   |
| 3 | Marcel Kittel (GER)  | Lotto Soudal   | 202   |

### Classificació de la muntanya
|   | Ciclista              | Equip        | Punts |
| - | --------------------- | ------------ | ----- |
| 1 | Thomas De Gendt (BEL) | Lotto Soudal | 89    |
| 2 | Thibaut Pinot (FRA)   | FDJ          | 80    |
| 3 | Rafał Majka (POL)     | Team Tinkoff | 77    |

### Classificació del millor jove
|   | Ciclista             | Equip              | Temps       |
| - | -------------------- | ------------------ | ----------- |
| 1 | Adam Yates (GBR)     | Orica-BikeExchange | 57h 12' 20" |
| 2 | Louis Meintjes (RSA) | Lampre-Merida      | + 1'42"     |
| 3 | Warren Barguil (FRA) | Team Giant-Alpecin | + 3' 41"    |

### Classificació per equips
|    | Equip           | Temps        |
| -- | --------------- | ------------ |
| 1r | BMC Racing Team | 171h 28' 49" |
| 2n | Movistar Team   | + 3' 50"     |
| 3r | Team Sky        | + 7' 42"     |

## Abandonaments
- 147 -  Jurgen Van den Broeck (BEL) (Team Katusha): No surt
- 178 -  Angélo Tulik (FRA) (Cannondale-Drapac Pro Cycling Team): Abandona